# آگوستینو لی وکی
آگوستینو لی وکی (ایتالیایی: Agostino Li Vecchi؛ زادهٔ ۲۴ اکتبر ۱۹۷۰) بازیکن بسکتبال اهل ایتالیا بود. وی در بازی‌های المپیک تابستانی ۲۰۰۰ شرکت کرده‌است.